# Perkins (Oklahoma)
Perkins – miasto w Stanach Zjednoczonych, w stanie Oklahoma, w hrabstwie Payne.